# 三時代区分法
三時代区分法（さんじだいくぶんほう）（three age system）は、人類の歴史の時代を石器時代、青銅器時代、鉄器時代に区分する考え方。

## 提唱
デンマークのコペンハーゲン王立博物館の館長クリスチャン・トムセン（Christian Thomsen,1788年～1865年）は、博物館の収蔵品を、利器、特に刃物の材質の変化を基準にして分類し、石・銅・鉄の三つに分類して展示することを考えついた。つまり、人類は石以外に金属を知らない石器時代、鉄がまだ使われていない青銅器時代(青銅は銅、スズの合金)、鉄器時代という三つの時代を経たことを区分して展示したことに始まる。トムセンは、この考え方を推し進め、1836年に、『北方古代文化入門』を著して、三時代区分法を提唱した。

## 石器時代
石器時代については、トムセンのあと、イギリスの考古学者・ラボック（Lubbock,1834年～1913年)が、1865年、石器時代を大きく二つにわけ、旧石器時代（Palaeolithic）と新石器時代（Neolithic）という用語を使うことを提案した。さらに、フランスの考古学者モルガン（Morgan,1857年～1924年）は、旧石器時代と新石器時代の中間に相当する中石器時代(Mesolithic)を追加した。
三時代区分法は、当初、材質の変化のみを基準にした区分だったが、各地域の研究が進むにつれ、材質の変化が生産手段の変化を示すものと考えられるようになった。
旧石器時代は、絶滅した動物化石と打製石器のみを使用した狩猟、採集生活の段階、新石器時代は、現世人類が、土器と磨製石器を使用するようになり、農耕、牧畜という生産段階が出現した段階に位置づけられるようになった。
旧石器時代と新石器時代の境目は一万年前で区切られており、地質時代でいうと前者が更新世(洪積世)に属し、後者が完新世(沖積世)に属すと考えられている。

## 青銅器時代
石器の代わりに青銅器のみが主要な道具として使われる時代である。青銅をつくるためには、銅と錫が必要となるため、鉱産資源の入手が可能で、高度な冶金術が必要となる。また、この時期に都市が形成された。鉄器登場の時点で青銅器時代は終了する。

## 鉄器時代
主要な利器が鉄でつくられた時代。三時代区分法では最後の時代となる。高度な製鉄技術をもったヒッタイトが、メソポタミアを征服した。ヒッタイトが強盛を誇ったのは、この高度な製鉄技術を独占していたからだと考えられる。そして、ヒッタイトの滅亡とともに高度な製鉄技術が広く伝播し、エジプト・メソポタミア地方で鉄器時代が始まることとなる。

## 三時代区分法の限界
三時代区分法は、当初はヨーロッパという一地域の考古学的区分として考えられていたものが、次第に世界に共通する区分とみなされるようになった。しかし、三時代区分が適さない地域も見られるようになり、三時代区分自体の問題点も明らかになっていった。たとえば、新大陸が金属器を知るのは旧大陸より遅い時期なのに鉄器までに至らなかった点、東アジアの日本では、金石併用時代は石器、青銅器、鉄器の三者が併用され、青銅器時代を飛び越えて鉄器時代に移行した点など、三時代区分法では区分できない地域があることが分かってきた。

## その他の時期区分
- 新大陸：石器・古拙期・形成期・古典期・後古典期
- アフリカ：前期石器時代・第１中間期・中期石器時代・第２中間期・後期石器時代
- 日本：先土器時代・縄文時代・弥生時代・古墳時代